# Isidore Kaulbach
Isidore Kaulbach (* 5. August 1862 in Hannover; † im 20. Jahrhundert) war eine deutsche Schriftstellerin und Redakteurin beim Hannoverschen Anzeiger.

## Leben

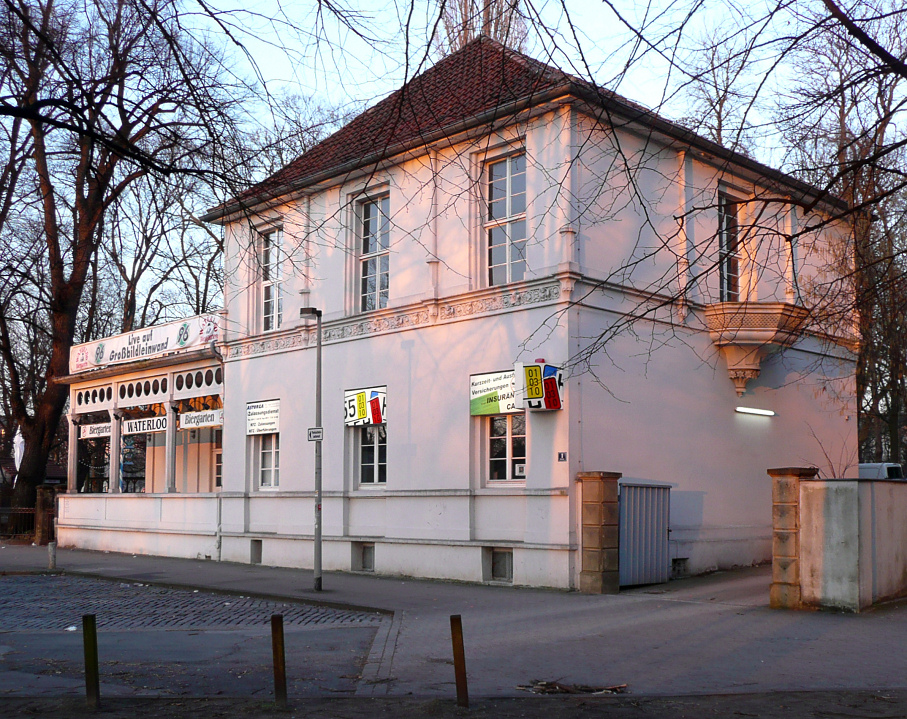
Im „Kaulbach'schen Haus“ wuchs die Schriftstellerin auf und kam hier mit berühmten Künstlern zusammen

Isidore Kaulbach wurde 1862 in der Residenzstadt des damaligen Königreichs Hannover geboren als Tochter des königlichen Hofmalers Friedrich Kaulbach und der Marie, geborene Wellhausen. Sie war Halbschwester des 1850 in München geborenen Historien- und Porträtmalers Friedrich August Kaulbach. Sie wuchs im „Kaulbach'schen Haus“ auf. Über ihre Jugend, während der sie durch ihren Vater mit Künstlern wie Johannes Brahms, Clara Schumann, Franz Liszt, Joseph Joachim, Ernst von Wildenbruch oder Anton Rubinstein in Kontakt kam, schrieb sie später ihr autobiographisch geprägtes und bebildertes Werk Friedrich Kaulbach. Erinnerungen an mein Vaterhaus. Ein weiterer Halbbruder von ihr war der Maler Sigmund Kaulbach (1854–1894). Der 1864 in Hannover geborenen Maler Anton Kaulbach war ihr Bruder und ihre Schwester war die 1875 in Hannover geborene Malerin Antonie Kaulbach.
Noch zur Zeit des Deutschen Kaiserreichs schrieb Isidore Kaulbach Romane, die in mehrfacher Auflage in der Reihe Lutz' Kriminal- und Detektiv-Romane erschienen.
Zur Zeit der Weimarer Republik publizierte Kaulbach ab Anfang der 1920er Jahre als Redakteurin beim Hannoverschen Anzeiger.

## Schriften (Auswahl)
- Schatten. Roman (= Lutz' Kriminal- und Detektiv-Romane, Bd. 69), 3. Auflage, Stuttgart: Lutz [1913]
- Der blaue Schmetterling. Roman (= Parzenbücher, [Bd. 1]), Hamburg; Berlin; Leipzig: Alster-Verlag, [1920]
- Herr Peter Petri. Roman (= Parzenbücher, [Bd. 2]), Hamburg; Berlin; Leipzig: Alster-Verlag, [1920]
- Die weiße Nelke. Roman (= Lutz' Kriminal- und Detektiv-Romane Bd. 23), 9. Auflage, Stuttgart: Robert Lutz, 1922
- Friedrich Kaulbach. Erinnerungen an mein Vaterhaus, Berlin: E. S. Mittler & Sohn, 1931 [Ausgabe 1930], mit 8 Bildtafeln